# Mitrella fusiformis
Mitrella fusiformis är en snäckart som beskrevs av D'Orbigny 1842. Mitrella fusiformis ingår i släktet Mitrella och familjen Columbellidae. Inga underarter finns listade i Catalogue of Life.